# 1980年夏季奥林匹克运动会圣马力诺代表团
1980年夏季奥林匹克运动会圣马力诺代表团是圣马力诺派出的1980年夏季奥林匹克运动会代表团。